# 정미정
정미정(1966년 ~ )은 대한민국 前 KBS의 아나운서였으며 프리랜서를 선언하여 이롬라이프 부사장, 현재 이든네이처 대표이사로 재직 중이다.

## 학력
- 이화여자대학교 국어국문학과 학사

## 경력
- 1989년 ~ 2002년 : KBS 공채 16기 아나운서(1989년 2월 1일자로 입사)
- 이롬라이프 대표이사 부사장
- 이든네이처 대표이사

## 진행

### TV
- 가요톱10 (KBS 2TV) (1989년 10월 22일 ~ 1990년 10월 28일)
- 도전! 주부가요스타 (KBS 2TV) (1998년 10월 17일 ~ 2002년 6월 29일)
- KBS 2TV 뉴스 주말
- 정미정의 시간 속 향기 (KBS 위성2)
- 전국노래자랑 (KBS 1TV) 2001 연말 결선 - 2001년 12월 30일 방송분, 2002 상반기 결선 - 2002년 6월 30일 방송분

### 라디오
- 배한성 정미정의 라디오 (KBS 제2라디오)